# Clinopodium suaveolens
Clinopodium suaveolens là một loài thực vật có hoa trong họ Hoa môi. Loài này được (Sm.) Kuntze mô tả khoa học đầu tiên năm 1891.